# Gondolin
Gondolin is een fictieve stad uit de Silmarillion van J.R.R. Tolkien.
Het was een stad in Beleriand waar de Hoog-Elfse cultuur werd bewaard in de tijd dat Morgoth vrijwel heel Beleriand overheerste. Turgon was er koning.
Op de heuvel Amon Gwareth in het midden van de vallei Tumladen was de stad gebouwd. De vallei lag in het noorden van Beleriand, tussen de Sirion en Taur-nu-Fuin. De stad werd echter angstvallig geheimgehouden voor iedereen, ook andere elfen. Hierdoor wist zelfs Morgoth niet waar de stad lag, en nog belangrijker, hoeveel soldaten zij had. Dit had tot gevolg dat hij de Elfen overschatte, en niet zijn volle kracht durfde te gebruiken.

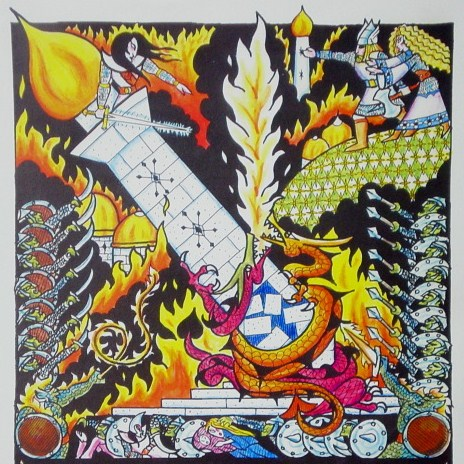
De vernietiging van Turgon's Toren tijdens de Val van Gondolin

## Val van Gondolin
Na drie eeuwen werd Gondolin verraden door Maeglin, de zoon van Turgons zuster Aredhel. Hij werd door Morgoth gevangengenomen en verraadde de plaats van de stad, die altijd verborgen was gebleven. De stad werd volledig in de as gelegd, maar een restant onder Tuor en Turgons dochter Idril Celebrindal wist te ontsnappen naar de Mondingen van de Sirion.